# Нор (департман)
Нор (фр. Nord) департман је у северној Француској. Припада региону Нор Па де Кале, а главни град департмана (префектура) је Лил. Департман Нор је означен редним бројем 59. Његова површина износи 5.743 km². По подацима из 2004. године у департману Нор је живело 2.577.000 становника, а густина насељености је износила 449 становника по km².
Овај департман је административно подељен на:
- 6 округа
- 79 кантона и
- 652 општина.

## Демографија
| 2011.     |
| --------- |
| 2.579.208 |